# وسلدسبرگ
وسلدسبرگ (به آلمانی: Vasoldsberg) یک شهر بازاری و municipality of Austria در اتریش است که در Graz-Umgebung District واقع شده‌است.

## خصوصیات
وسلدسبرگ ۲۸٫۰۸ کیلومترمربع مساحت دارد ۳۵۹ متر بالاتر از سطح دریا واقع شده‌است.